# Silvretta Arena

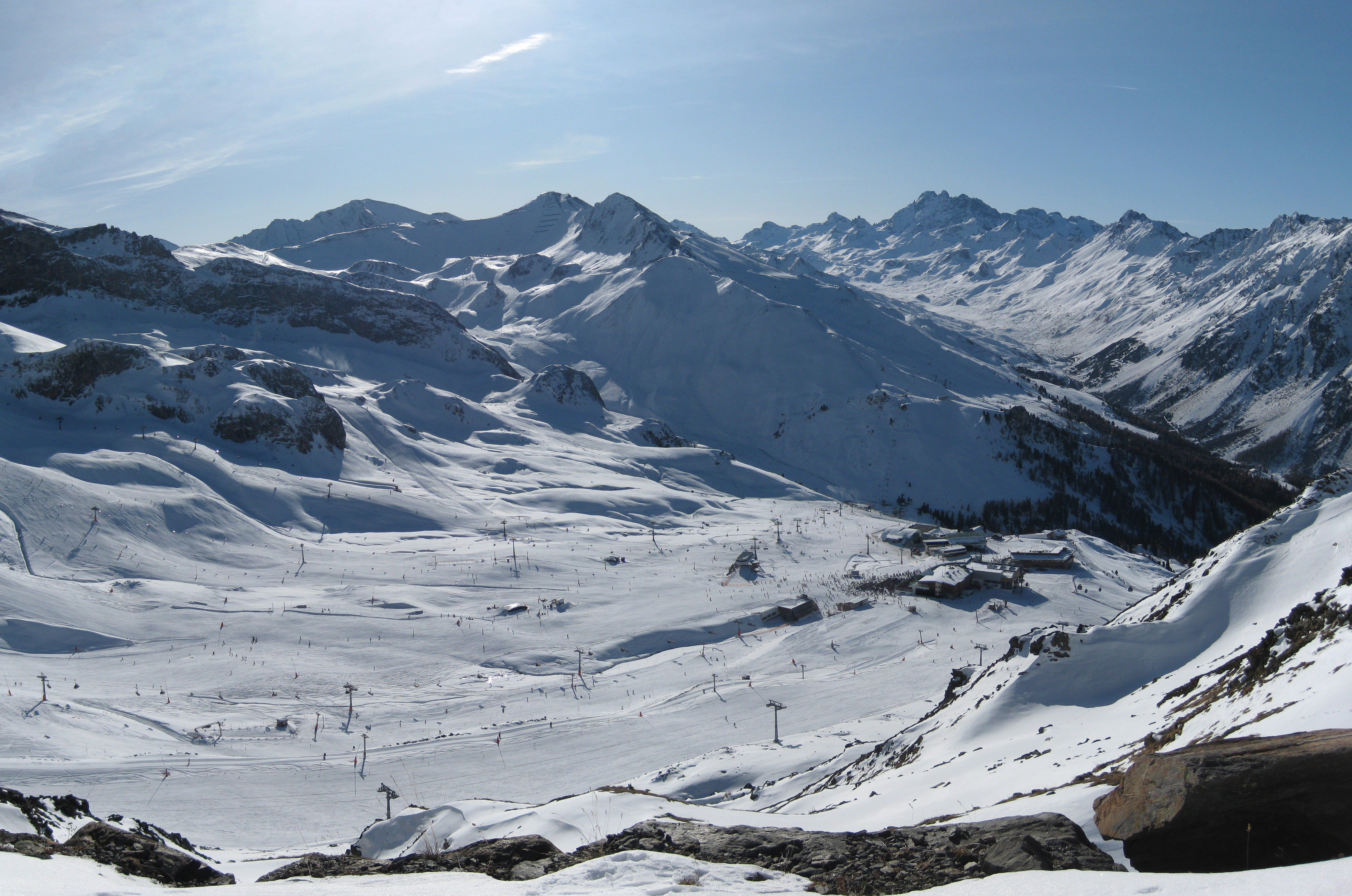
Pisten im Gebiet Idalpe

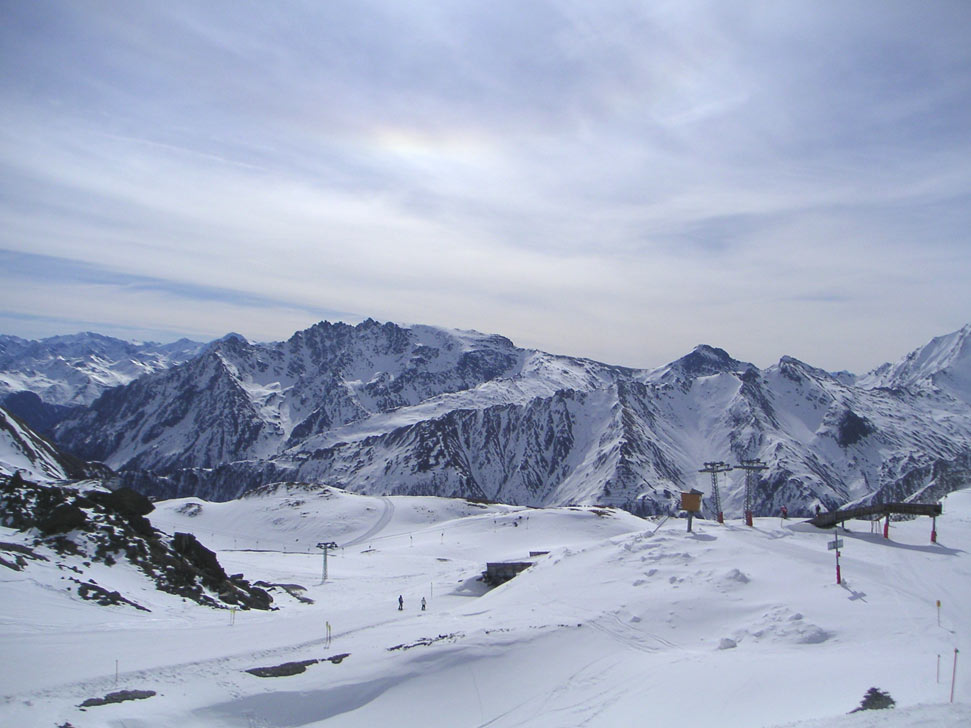
Gebiet um Samnaun

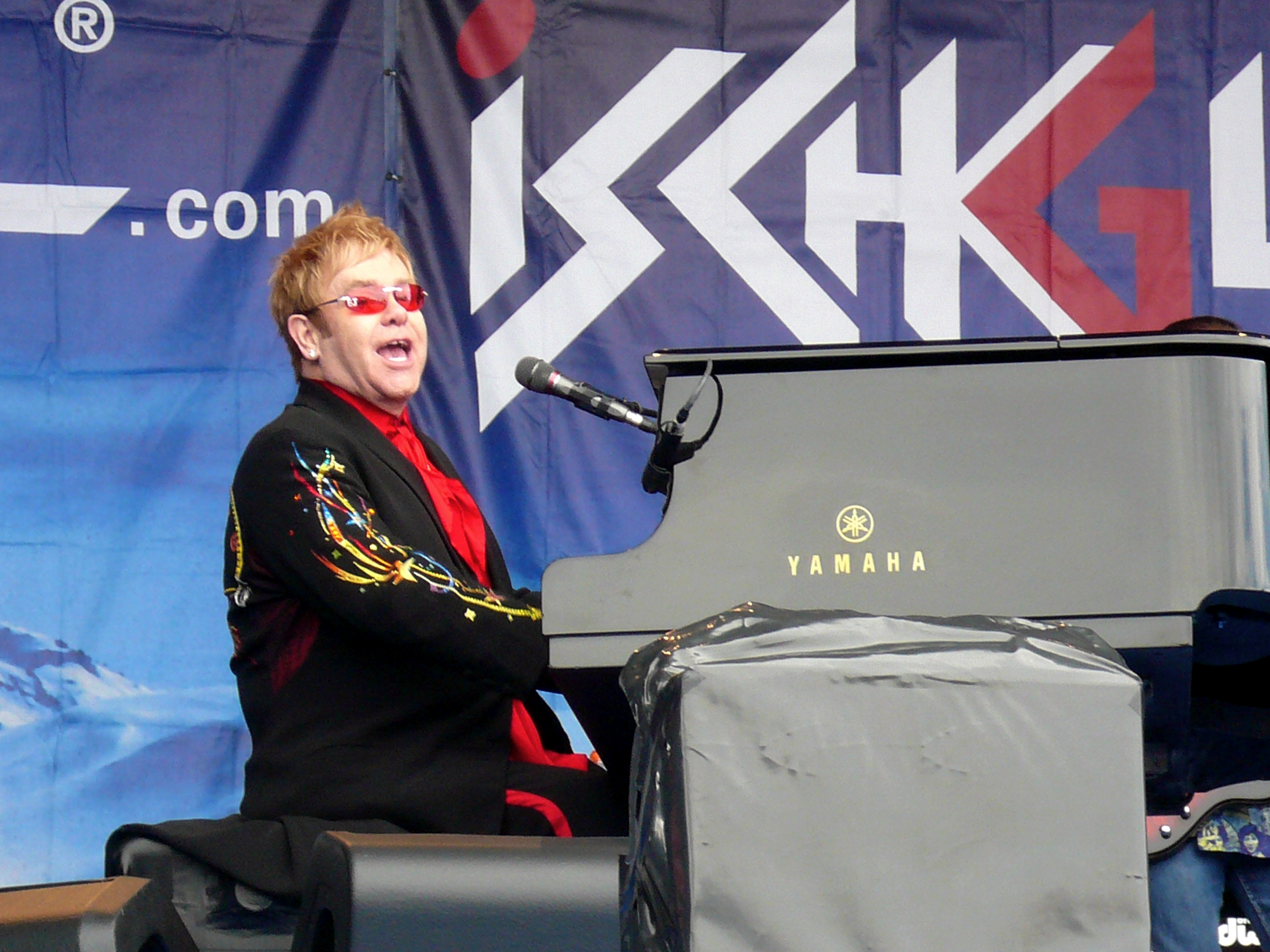
Elton John bei einem Konzert in Ischgl

Die Silvretta Arena ist ein Skigebiet in Ischgl (Tirol, Österreich) und in Samnaun (Graubünden, Schweiz). Im Jahr 1963 wurde etabliert und befördern mit 45 Liftanlagen Wintersportler auf bis zu 2870 m Höhe. Es umfasst 239 km Piste zur Verfügung, von denen mit Hilfe von 1100 Schneekanonen bis zu 80 % beschneit werden können. Damit ist es das drittgrößte Skigebiet Tirols und das viertgrößte in Österreich. Es wurde eingerichtet und wird betrieben von der Silvretta Seilbahn AG.
Die Saisoneröffnung und der Saisonausklang werden regelmäßig mit großen Popkonzerten gefeiert. Drei große Popkonzerte bilden neben weiteren Events Fixpunkte jeder Wintersaison. So stehen sowohl zum Opening als auch zu Ostern und dem Saison-Finale internationale Stars der Musikbranche in Ischgl im Rahmen der Top of the Mountain Concerts auf der Bühne. Im Sommer wird das Gebiet zum Wandern und Mountainbike fahren genutzt.

## Geschichte

### Die ersten Pisten und Liftanlagen 1961–1969
Den Grundstein für die Entstehung der Silvretta Arena legten 73 Gesellschafter, von denen ein Großteil Bauern aus Ischgl und der näheren Umgebung waren, mit der Gründung der Silvretta Seilbahn AG am 18. April 1961. Sie hatten das Ziel, den Bau einer Seilbahn in Ischgl voranzutreiben. Die Aktionäre der noch jungen Seilbahngesellschaft konnten in den folgenden Wochen überzeugt werden, ihr Kapital in den Bau einer Seilbahn zu investieren, sodass bereits am 25. Mai die Aufträge für den Bau der Silvrettabahn vergeben werden konnten. Im darauf folgenden Jahr begannen die Bauarbeiten an der Tal- und Bergstation. Die Talstation entstand auf einer landwirtschaftlich genutzten Fläche hinter Ischgl, die Bergstation auf der Idalp oberhalb des bereits bestehenden Alpenhauses, dessen Betreiber auch schon eine Skischule betrieben. Im August 1962 wurde unter sehr schwierigen Bedingungen das Tragseil der neuen Seilbahn durch das Montafon und über die Silvretta-Hochalpenstraße nach Ischgl transportiert. Ein Transport über die Paznauntalstraße war nicht möglich, da sie zu schmal war.
Bei der Abnahme der Silvrettabahn am 16. März 1963, kurz nach ihrer Fertigstellung, kam es zu einem Unfall, bei dem ein Tragseil riss und eine Kabine abstürzte. Die Insassen wurden dabei schwer verletzt und das Vorhaben einer Seilbahn in Ischgl schien beendet. Doch mit dem Wiederaufbau wurde umgehend begonnen, sodass die Silvrettabahn am 15. Dezember 1963 ihren Betrieb aufnehmen konnte. Um 10:00 Uhr beförderte die Pendelbahn ihren ersten Gast auf die Idalp hinauf. Wenige Tage später, am 21. Dezember, ging mit dem Idjochlift auch der erste Skilift im Skigebiet in Betrieb.
Bereits ein Jahr später wurde die Bergstation der Silvrettabahn auf der Idalp erweitert und um einen Kiosk ergänzt; damit wurde neben dem Alpenhaus eine zweite Möglichkeit, etwas zu essen zu bekommen, geschaffen. Im Jahr 1966 wurde mit dem Höllbodenlift der zweite Lift gebaut. Er ermöglichte es, vom Höllboden ohne Abfahrt ins Tal wieder auf die Idalp zu gelangen und ging am 18. Dezember 1966 in Betrieb. In den Folgejahren stieg die Anzahl der Skigäste enorm, sodass in der Saison 1967/68 erstmals Platzkarten für die Fahrt mit der Silvrettabahn vergeben wurden. Später wurde ein Rabatt auf Fahrten in den frühen Morgenstunden sowie auf Wochenkarten, die erst ab 13:00 Uhr galten, gewährt. Für den Erwerb einer Platzkarte am Vortag der Fahrt mussten Wartezeiten von bis zu sechs Stunden in Kauf genommen werden.
Zur Saison 1968/69 pachtete die Seilbahngesellschaft den Edelweißlift nahe dem Ischgler Ortskern und ergänzte das Skiliftangebot im Ort im Folgejahr durch den Madleinlift. Im gleichen Jahr wurde an der Talstation des Idjochliftes eine Garage für die zwei Jahre zuvor angeschafften Pistengeräte errichtet, die zunächst nur flachere Pistenabschnitte präparieren konnten, wobei es zu diesem Zeitpunkt weder begradigte noch ausgewiesene Pisten gab; auf den Karten waren nur Abfahrtsvorschläge eingezeichnet.

### Öffnung des Skigebiets Samnaun und Aufschwung 1970–1985
Im Sommer 1970 wurde die Abfahrt zum Ischgler Ortsteil Prenner geschlägert und planiert, zudem wurden die beiden bereits veralteten Pistengeräte durch ein modernes ersetzt. Das machte es zur Saison 1970/71 erstmals möglich, auf einer präparierten Piste bis in den Ortskern von Ischgl zu fahren. Im gleichen Jahr wurde das Skigebiet mit der Inbetriebnahme des Velillliftes oberhalb der Idalp Richtung Bürkelkopf erweitert und damit ein Gebiet mit einigen auch für Anfänger geeigneten Pisten erschlossen. Durch die neuen Abfahrten und Lifte nahm der Andrang an der Silvrettabahn in der Saison 1970/71 noch weiter zu, sodass nach der Saison der Bau der Pardatschgratbahn beschlossen wurde.
Vor der Wintersaison 1972/73 wurde mit der Erschließung des Gebietes um Höllkar und Palinkopf begonnen; hierzu wurden auf dem sehr lehmigen Boden die Trassen für Höllkar- und Palinkopflift angelegt. Zur Saison ging in Mathon der in Ischgl abgetragene Edelweißlift, zusammen mit dem gekauften Nederlelift und dem Bruckschlögellift in Betrieb. Im darauf folgenden Jahr wurden zusammen mit dem Bau der Pardatschgratbahnbergstation auch der Kiosk und das Restaurant auf dem Pardatschgrat neu errichtet. Am 8. März 1973 konnte zunächst der Höllkarlift mitsamt der Pisten vom Höllkar zum Höllboden in Betrieb gehen, ehe am 17. März auch die Pardatschgratbahn mit silbernen 4-Personen-Gondeln ihre Abnahme bestand und von den Skifahrern genutzt werden konnte. Zu diesem Zeitpunkt war sie die erste Einseilumlaufbahn Österreichs. Gleichzeitig konnte durch die Entlastung der Verkauf von Platzkarten an der Silvrettabahn nach über sechs Jahren wieder eingestellt werden.
Am 22. Dezember 1973 konnte mit der Inbetriebnahme des Palinkopfliftes die Erschließung des Skigebietes zwischen Höllboden und Palinkopf zunächst abgeschlossen werden. Ein Jahr später wurde mit der Eröffnung des Sassgalunliftes und der Abfahrt der erste Schritt zur Erschließung des Gebietes im inneren Fimbatal und um die Paznauner Taja gemacht. Im darauffolgenden Sommer 1975 wurden das Restaurantgebäude am Höllboden sowie der Paznauner Tayalift und der Bodenalmlift errichtet. Zudem wurden die Abfahrten ins innere Fimbatal aufgeforstet und die Silvretta Arena um einige Abfahrten rund um Paznauner Taja und Bodenalp reicher. In der Wintersaison 1975/76 stießen die beiden Zubringerbahnen Silvretta- und Pardatschgratbahn bereits wieder an ihre Kapazitätsgrenzen, sodass der Bau der Fimbabahn beschlossen wurde, der auch im folgenden Sommer begann. Ebenfalls im Sommer 1976 wurde der Pardatschgratlift errichtet, der die Skifahrer von oberhalb der Idalp auf den Pardatschgrat befördern sollte, um eine Talfahrt mit der Pardatschgratbahn zu ermöglichen und die Silvrettabahn zu entlasten. Der Pardatschgratlift nahm am 24. Dezember 1976 den Betrieb auf, die Fimbabahn mit bunten 4-Personen-Gondeln am 31. Dezember.
Kurz nach der Gründung der Bergbahnen Samnaun AG im Jahr 1977 beschloss die Silvrettaseilbahn AG, sich mit 51 % zu beteiligen und sicherte somit die Finanzierung von einer Luftseilbahn, drei Schleppliften, zwei Bergrestaurants und den Abfahrten auf Schweizer Gebiet. Mit den Vorbereitungen für den Bau der Bergrestaurants Alp Trida und Alp Trida Sattel, der Luftseilbahn sowie der Anlegung der Trassen für Alp-Trida-, Viderjoch- und Visnitzlift und mit der Aufforstung der Talabfahrten wurde noch im gleichen Jahr begonnen. Nach einigen Verzögerungen wurde am 14. Dezember 1977 der Sonnenlift im Bereich oberhalb der Idalp eröffnet. Einen Monat später, am 6. Jänner 1978, nahm der Höllspitzlift den Betrieb auf, der die Paznauner Taja mit der Höllspitze verbindet. Mit ihm wurden einige neue Abfahrten der Kategorie mittel und schwer in das Fimbatal eröffnet. Ebenfalls noch in derselben Saison wurde am 6. Februar 1978 die 2er-Sesselbahn Höllbodenbahn in Betrieb genommen. Sie war die erste Sesselbahn in der Silvretta Arena und ersetzte den völlig überforderten Höllbodenlift, vor dem sich nach Erschließung von Fimbatal, Paznauner Taja, Höllkar und Palinkopf oft sehr lange Warteschlangen gebildet hatten.
Das grenzübergreifende Skifahren war in der Silvretta Arena ab dem 16. Dezember 1978 möglich, als der Alp-Trida- und der Viderjochlift sowie die Luftseilbahn in Samnaun ihren Betrieb aufnahmen. Zugleich wurde ein Skipass-Verrechnungsschlüssel erarbeitet, der noch im gleichen Jahr Anwendung fand. Vier Wochen später, am 21. Jänner 1979, wurde das Skigebiet auf Schweizer Seite offiziell eröffnet. Am selben Tag ging auch der Visnitzlift in Betrieb. Die Besucherzahlen in der ersten Saison übertrafen jede Erwartung.
Zur Entlastung des Palinkopfliftes wurde im Sommer 1979 hinter dem Restaurant Schwarzwand der Schwarzwandlift errichtet. Zur gleichen Zeit wurde der 1972 gekaufte Nederlelift in Mathon abgetragen und mit dem Bau der neuen Sesselbahn auf den Idjoch begonnen. Am 26. März 1980 nahm die neue kuppelbare 3er-Sesselbahn Idjochbahn den Betrieb auf und ersetzte den 1963 erbauten Schlepplift. Im Sommer 1980 wurden der Muller-, der Viderjoch-II-, der Höllkar-II- und der Blais Grondalift errichtet und die Restaurants Höllboden und Schwarzwand komplett neu erbaut. Die Talabfahrt vom Zeblasjoch nach Samnaun wurde noch im gleichen Jahr planiert und zur neuen Saison eröffnet. Im Jänner 1981 wurde der Velilllift zum Doppelschlepplift umgerüstet und der Greitspitzlift ging in Betrieb. Er ermöglicht es, vom Idjoch auf die Greitspitz zu gelangen.
Im Sommer 1982 wurden erstmals Leitungen für eine Beschneiungsanlage im Skigebiet verlegt. Ein Jahr später wurde erneut der Ruf nach Entlastung der Zubringerbahnen in Ischgl wieder laut, da sich bereits zwei Jahre nach Errichtung der Fimbabahn (1978) die Wartezeiten vor den Bahnen im Tal wieder erhöht hatten. Nach langen Diskussionen im Dorf wurde für die Ersetzung der alten Silvretta-Pendelbahn aus dem Jahr 1963 durch eine Einseilumlaufbahn mit 6-Personen-Gondeln entschieden. Bereits am 7. Dezember 1983 nahm die neue Silvrettabahn mit weinroten Gondeln ihren Betrieb auf. Die Beschneiungsanlage wurde zur Wintersaison 1983/84 mit einer Schneekanone am Prennerhang komplettiert und machte in dieser Saison erstmals die künstliche Beschneiung möglich. Noch vor der Saison 1983/84 wurde das Restaurant Alp Trida renoviert und zugleich erweitert. Im darauffolgenden Sommer wurde das Restaurant Alp Trida-Sattel, das zuvor nur provisorisch errichtet worden war, durch das Panoramarestaurant Sattel ersetzt.
Auf der Alp Trida wurden im Sommer 1985 weitere kleine Lifte wie der Milolift errichtet, der nach dem Besitzer der Alp Trida, Milo Bigler, benannt wurde. Zur gleichen Zeit wurde der Palinkopflift durch die Doppelsesselbahn Palinkopfbahn ersetzt. Bereits 11 Jahre nach dem Neubau des Restaurantgebäudes auf dem Pardatschgrat musste das Gebäude wegen der schlechten Bodenverhältnisse und der dadurch aufgetretenen Risse wieder abgetragen und neugebaut werden. Zudem wurden zwischen 1970 und 1985 insgesamt 17 neue Pistengeräte zur Präparierung der gestiegenen Anzahl an Pisten erworben.

### Erneuerung aller Zubringerlifte und erste Konzerte 1986–1999
Nach zwei etwas ruhigeren Jahren wurde im Sommer 1987 die Talabfahrt von der Alp Trida nach Laret verbreitert und zugleich neu planiert. Im darauf folgenden Sommer wurde das Großprojekt Gampenbahn realisiert. Der Bau der damals längsten kuppelbaren 4er-Sesselbahn Österreichs von der Gampenalp auf den Palinkopf konnte in nur fünf Monaten realisiert werden. Mit der Gampenbahn wurde das Skigebiet zur Saison 1988/89 weiter Richtung Süden um weitere Pisten, davon einige durch das Vesiltal, erweitert. Nach der Saison wurden die Beschneiungsanlagen im unteren Teil des Skigebiets zwischen Ischgl und der Idalp noch einmal deutlich erweitert. Zugleich wurden weitere Frisch- und Abwasserleitungen verlegt und alle Bergrestaurants an das örtliche Abwassersystem angeschlossen. Ebenfalls noch im Sommer 1989 wurde die Doppelsesselbahn Höllboden aus dem Jahr 1978 durch eine 4er-Sesselbahn ersetzt.
Unmittelbar nach Ende der Wintersaison 1989/90 wurde mit der Abtragung der Pardatschgratbahn aus den frühen 1970er Jahren begonnen. Sie sollte zunächst durch eine Sechs-Personen-Gondelbahn ersetzt werden. Nachdem die Landesregierung hierfür aber keine Genehmigung erteilte, wurde eine modernere 4er-Gondelbahn, ebenfalls wieder mit silbernen Gondeln, errichtet. Ein Jahr später wurde der erst elf Jahre alte Mullerlift abgetragen und als Alp Trider Ecklift oberhalb der Alp Trida neu aufgebaut. Der Mullerlift wurde durch die 4er-Sesselbahn Mullerbahn ersetzt. Zugleich wurde ein neues vollautomatisches Hochdruckbeschneiungssystem in Betrieb genommen.
Im Sommer 1992 wurde auf der Idalp der 34.000 m² großer Speicherteich Idalp ausgehoben, um die neuen Beschneiungsanlagen mit gespeichertem Wasser zu versorgen. Im gleichen Sommer wurde das Restaurant Schwarzwand abgerissen und neu erbaut. Zur Entlastung der 13 Jahre alten Idjochbahn wurde im folgenden Sommer die kuppelbare 4er-Sesselbahn Flimjochbahn von der Idalp auf den Viderjoch errichtet und damit eine zweite Möglichkeit geschaffen, von der Idalp direkt in den Schweizer Teil der Silvretta Arena zu gelangen. Zugleich wurde im Velilltal die Doppelsesselbahn Velilleckbahn erbaut, die es ab der Wintersaison 1993/94 ermöglichte, ohne Talabfahrt durch das Velilltal zu fahren. Nach der Saison wurde die Flimsattelbahn errichtet, die den Weg von der Alp Trida zur Idalp deutlich verkürzte. Im gleichen Zeitraum wurde der Höllspitzlift oberhalb der Paznauner Taja abgetragen und durch die 4er-Sesselbahn Höllspitzbahn ersetzt.
Seit 1993 finden in Ischgl einige Konzerte zum Saisonbeginn und zum Saisonende statt, einen ersten Höhepunkt der jungen Ischgeler Konzertgeschichte bildete das Abschlusskonzert der Saison 1994/95 mit einem Auftritt von Elton John.
Im Sommer 1995 wurde in Samnaun die Doppelstockbahn als erste doppelstöckige Pendelbahn mit einer Kapazität von 180 Personen pro Kabine in nur fünf Monaten Bauzeit errichtet. Zeitgleich errichteten die Bergbahnen Samnaun auf der Alp Bella ein neues Bergrestaurant. Fast unter ging dagegen die parallele Abtragung des Velillliftes, der Neubau der 6er-Sesselbahn Velillbahn auf der Idalp und die umfangreiche Sanierung des Restaurants Idalp. Zum Abschluss der Saison 1995/96 trat Tina Turner in Ischgl auf.
Nach der Wintersaison 1995/96 wurde der letzte noch im Ortskern verbliebene Skilift, der Madeleinlift, wegen zu geringer Nutzung abgetragen. Noch im gleichen Sommer wurde die Palinkopfbahn von einer 2er-Sesselbahn zu einer kuppelbaren 4er-Sesselbahn umgebaut. Im Schweizer Teil des Skigebiets wurde parallel die 4er-Sesselbahn Grivaleabahn von der Alp Bella bis unterhalb des Grivalea errichtet. Hiermit wurde sowohl das neue Restaurant auf der Alp Bella besser angebunden und zusätzlich das Skigebiet noch um eine weitere Abfahrt erweitert. Mit der Fertigstellung des ersten Abschnittes der Beschneiungsanlage auf der Alp Trida wurde die erste Beschneiungsanlage im Samnauner Teil des Skigebietes in Betrieb genommen. Ein Jahr später wurde der Sassgalunlift durch eine 6er-Sesselbahn ersetzt, die nun das Nadelöhr Höllboden etwas entlastet. Parallel wurde die Zeblasabfahrt in den Ortskern von Samnaun weiter ausgebaut und begradigt und die Beschneiungsanlagen auf der Alp Trida wurden erweitert. Unterhalb des Idjochs und oberhalb der Idalp wurden die Beschneiungsanlagen ebenfalls ausgebaut.
Im Sommer 1998 stand erneut ein großes Bauprojekt auf dem Plan: Die alte Fimbabahn mit bunten 4-Personen-Kabinen wurde komplett abgetragen und nach Ost-Europa verkauft. Der Bereich zwischen Tal- und Mittelstation der 1983 eröffneten Silvrettabahn wurde ebenfalls abgetragen und zusammen mit einem neuen Talstationsgebäude zwischen der Talstation der Fimbabahn und der Mittelstation der alten Silvrettabahn als neue Fimbabahn wieder aufgebaut. Die Silvrettabahn wurde westlich entlang ihres alten Verlaufes als Funitel-Zweiseilumlaufbahn mit 24-Personen-Gondeln neu errichtet. Im gleichen Zeitraum wurden die Höllkarlifte abgetragen und durch die 6er-Sesselbahn Höllkarbahn ersetzt und die Greitspitzbahn errichtet, die nun eine zweite Möglichkeit neben dem Viderjochlift II schaffte, vom Planer-Salaas in den Ischgeler Teil des Skigebiets zu gelangen. Ein Jahr später, im Sommer 1999, wurde der Schwarzwasserlift auf dem ebenen Stück zwischen Paznauner Taja und den Mittelstationen der Silvretta- und Fimbabahn errichtet. Da die Piste in dem Bereich nur ein minimales Gefälle aufweist, war die Abfahrt zuvor sehr mühsam, dennoch liegt der Einstieg oberhalb des Ausstiegs, was für einen Skilift ungewöhnlich ist. Im gleichen Sommer wurde die Alp Trida erneut umgebaut und mit den Eindrücken vom Lawinenunglück in Galtür mit einem umfassenden Lawinenschutz versehen.

### 3S-Pardatschgratbahn und Projekt Piz Val Gronda 2000–heute
Auch im neuen Jahrtausend ging die Bautätigkeit in der Silvretta Arena ungehindert weiter. Im Sommer 2000 wurde der Schwarzwandlift hinter dem Restaurant Schwarzwand abgetragen und durch die neue Zeblasbahn ersetzt, die nun weitestgehend parallel zur Palinkopfbahn verläuft. Zur gleichen Zeit wurde am Höllboden die Höllbodenbahn von einer 4er-Sesselbahn zu einer 8er-Sesselbahn umgebaut, was nach immer wiederkehrenden langen Schlangen vor der Bahn in der Vorsaison nötig geworden war. Sie ist damit die Bahn mit der höchsten Förderleistung im gesamten Skigebiet. Im gleichen Sommer wurde der Bodenalplift durch einen 4er-Sessellift ersetzt und der Alp Trider Sattellift durch die 6er-Sesselbahn Alp Trider Sattelbahn. Im Folgesommer wurde die 1980 erbaute 3er-Sesselbahn Idjochbahn durch eine 8er-Sesselbahn ersetzt, das Restaurant Höllboden mit dem Turm-Salettl wurde aufwendig umgebaut und erweitert und der Bau einer Rettungsstation auf der Idalp begann.
Nach der Wintersaison 2001/02 wurde der für ungeübte Skifahrer schwer zu bewältigende und sehr steile Schlepplift Pardatschgratlift abgetragen und durch die 6er-Sesselbahn Gratbahn ersetzt. Das Restaurant im Skihaus Alp Bella wurde zeitgleich großzügig erweitert und saniert. Die seit 2001 im Bau befindliche Rettungsstation mit Hubschrauberlandeplatz auf der Idalp wurde fertiggestellt. Im Folgesommer wurde der Paznauner Thayalift abgetragen und durch eine 6er-Sesselbahn ersetzt. Parallel wurde im Samnauner Teil des Skigebiets der Viderjochlift abgetragen und durch die Viderjochbahn I ersetzt.
Direkt nach dem Ende der Saison 2003/04 musste das 1985 auf dem Pardatschgrat erbaute Restaurant erneut, wie schon 1985, wegen Setzungsrissen durch die schlechten Bodenverhältnisse abgerissen werden. Auf dem Pardatschgrat entstand anschließend das neue Restaurant Pardorama mit SB- und Bedienungsrestaurant sowie einer Glasfassade, einem Konferenzraum und einer Sonnenterrasse. Zur Vermeidung weiterer Probleme mit dem Untergrund ist das gesamte Gebäude auf einem höhenverstellbaren 3-Punkt-Fundament gelagert. Zur gleichen Zeit wurde in der Umgebung der Idalp die 6er-Sesselbahn Nachtweidebahn errichtet, die das Skigebiet um zwei weitere Abfahrten erweiterte und gleichzeitig den Bereich um den Höllboden entzerrte. Im gleichen Sommer wurde die Viderjochbahn II errichtet, die den Viderjochlift II ersetzte, und die Beschneiungsanlagen im Bereich Alp Trida, Alp Bella und Zeblas wurden weiter ausgebaut.
Im Sommer 2006 wurde das älteste Bergrestaurant im Skigebiet, das Alpenhaus, abgerissen und neu errichtet. Bei der Planung wurde Wert darauf gelegt, den Charme des alten Alpenhauses aus den späten 1950er Jahren zu erhalten. Nach der Wintersaison 2006/07 wurde die 1987 als Silvrettabahn in Betrieb genommene Fimbabahn abgetragen und durch eine 8er-Gondelbahn mit neuem Talstationsgebäude und Sitzheizung ersetzt. Parallel wurde auf dem Planer-Salaas das neue Restaurant Salaas in einer ovalen Bauform errichtet. Ein Jahr später wurde auch der Kiosk auf der Gampenalp abgerissen und durch das neue Bistro Gampen ersetzt. 2009 wurde der 1973 nach Mathon umgesiedelte Edelweißlift abgetragen und durch den Übungslift Mathon ersetzt. Im Folgesommer wurde die Lange Wandbahn als 6er-Sesselbahn entlang der mit 70 % Gefälle steilsten Piste im Skigebiet vom Höllboden auf die Greitspitze errichtet. Zur gleichen Zeit wurde die 4er-Sesselbahn Mullerbahn zu einer 6er-Sesselbahn mit Hauben erweitert.
An der Idalp wurde im Sommer 2011 der Übungslift Sonnenlift abgetragen und durch eine speziell für Kinder geeignete 6er-Sesselbahn ersetzt. Vor der Saison 2012/13 wurden das Panoramarestaurant Sattel auf dem Alp Trida Sattel und das Restaurant Höllboden komplett saniert. Im September 2012 erhielt die Silvrettaseilbahn AG nach langjährigen Verhandlungen mit der Naturschutzbehörde die Baugenehmigung für die Piz-Val-Gronda-Bahn unter hohen Auflagen. Am 20. Juni 2013 begannen die Bauarbeiten für die neue 3S-Padaschgradbahn. Bis zum Saisonstart 2013 wurden die Betonarbeiten an Tal- und Bergstationen weitestgehend abgeschlossen und alle sechs bis zu 60 Meter hohen Stützen montiert. Zeitgleich wurden in den Bereichen Alp Trida, Alp Trida Sattel, Alp Bella und Visnitz die Beschneiungs- und Lawinensicherungsanlagen weiter ausgebaut und der Skiweg Samnaun errichtet.
Zwischen 2000 und 2013 wurden zudem die Beschneiungsanlagen am Höllkar und rund um die Paznauner Taja ausgebaut und es wurden Speicherteiche oberhalb der Idalp, hinter dem Restaurant Schwarzwand und am Velill, sowie auf der Schweizerseite der Speichersee Viderjoch errichtet. Letzterer auf 2664 m ü. M. gelegen ist einer der höchstgelegenen Stauseen der Schweiz. Um die Wasserzufuhr des Weiteren zu sichern, wurden weitere Pumpstationen an der Bodenalp aus dem Fimbabach, an der Idalp sowie am Palinkopf errichtet. Insgesamt wurden über 240 km Wasserleitungen zur Versorgung der Schneekanonen verlegt. Inzwischen sind während der Saison über 36 Pistengeräte jede Nacht unterwegs um die Pisten zu präparieren.
Am 20. Dezember 2013 nahm die Piz-Val-Gronda-Bahn von oberhalb der Gampenalp bis auf den Piz Val Gronda nach einer feierlichen Eröffnung den Betrieb auf. Bei der Bauweise musste sehr stark auf die Umwelt Rücksicht genommen werden, weswegen das Tal- und das Bergstationsgebäude möglichst klein gebaut wurden und zwischen Berg- und Talstation nur zwei Seilbahnstützen stehen. Beim Anlegen der Piste durften keine Veränderungen an der Natur vorgenommen werden.
Direkt nach Ende der Saison 2013/14 begann die Abtragung der alten Pardatschgratbahn zwischen Tal- und Mittelstation. Der Abschnitt zwischen Mittel- und Bergstation wurde leicht überarbeitet und bleibt unter dem Namen Pardoramabahn erhalten, da die neue 3S-Pardatschgratbahn über keine Mittelstation verfügt. Das alte Talstationsgebäude wurde komplett abgerissen und an gleicher Stelle ein neues zweigeteiltes Gebäude, bestehend aus einem Seilbahntrakt nördlich des Fimbabbaches und einem Infrastrukturtrakt mit Skidepot, Sportgeschäften und voll überdachten Kassaräumlichkeiten südlich des Fimbabbaches, errichtet.
Am 27. Dezember 2014 nahm die neue Pardatschgratbahn ihren Betrieb auf. Am 12. Mai 2016 begann die Demontage der alten 4er-Sesselbahn Flimjochbahn, die nach Scheregesch (südliches Sibirien) verkauft wurde. Unmittelbar nach der Abtragung wurde mit dem Neubau der neuen 8er-Sesselbahn begonnen. Die Talstation erhielt dabei zwei Untergeschoße, in denen sich u. a., ähnlich wie bei der Idjochbahn, Garagen für Pistenfahrzeuge befinden. Die Bergstation erhielt eine Einhausung, die den Ausstiegsbereich vor Wind schützen soll. Parallel dazu wurde die Seilrutsche Ischgl Skyfly errichtet, mit der Personen auf einer 2 Kilometer langen Strecke bis zu 50 Meter über dem Boden von der Mittelstation der Silvrettabahn zur Talstation der Padaschgradbahn rutschen können. Ebenfalls im Sommer 2016 wurde das in die Jahre gekommene Pistenleitsystem, das vor allem aus Holztafeln bestand, ersetzt, und 40 neue Propellerschneekanonen aufgestellt.
Zur Wintersaison 2017/18 wurde der seit 1996 bestehende 4er-Sessellift Palinkopfbahn durch einen neuen 6er-Sessellift mit Glaskuppel und Sitzheizung nach System D-Line der Firma Doppelmayr ersetzt. Weiter musste der in einem instabilen Hang liegende Speicherteich Idalp aufgegeben werden und durch den Speicherteich Viderböden ersetzt werden.
Im Sommer 2018 wurde mit dem kompletten Neubau der 30 Jahre alten Gampenbahn eine weitere Großinvestition vollzogen. Die 4er-Sesselbahn aus dem Jahr 1988 wurde abgetragen und an ihrer Stelle eine neue 6er-Sesselbahn mit D-Line-Technik von Doppelmayr errichtet. Zusätzlich wurde anstelle des ehemaligen Bistro Gampen ein neuer Imbiss „Ischgl Slope Food“ errichtet. Des Weiteren wurde im gleichen Sommer ein neues Restaurant „Gampenalpe“ gebaut.
Im Sommer 2019 wurde die 2er Sesselbahn „Vellileck“ durch eine neue Doppelmayr D-Line 6er-Sesselbahn ersetzt und auch verlängert. Die neue Bahn hat ihre Talstation im Bereich des mittleren Velliltales (nahe der Talstation der alten 2er Sesselbahn). Die Bergstation befindet sich auf dem Pardatschgrat. Auf der Samnauner Seite wurde zeitgleich die 4er-Visnitzbahn durch eine moderne 8er-Sesselbahn ersetzt. Zur Entzerrung des Verkehrs auf der Alp Trida wurde die Talstation talwärts (hinter das Skihaus) verlegt.

#### Planungen
Die Bergbahnen Samnaun planten, ihr Skigebiet durch zwei neue Sechsersesselbahnen im Bereich Ravaischer Salaas zu erweitern. Neu wäre dann die 6er-Sesselbahn „Morell“, die vom Ravaischer Salaas zur Greitspitze führen würde, und die 6er-Sesselbahn „Ravaischer Salaas“ die gleich bei der Morellbahn starten würde und auf den Salaaser Kopf führen würde.
Diese Erweiterung würde den Neubau einer Höllkarbahn auf den Salaaser Kopf erzwingen, da hier sonst eine Lücke bestehen würde und Kapazitätsengpässe im Bereich Höllkar auftreten würden. Möglich wäre auch eine Sesselbahn „Saalaser Kopf D3“, welche im Höllkar bei den Palinkopf-Sesselbahnen starten würde. Die Bergbahnen Samnaun wollen ebenfalls zwei neue Zubringerbahnen als Verstärkung für die beiden Pendelbahnen bauen. Neu wären die 8er-Gondelbahn Samnaun Laret und eine 3S-Bahm vom Samnauner Dorf auf den Salaaser Kopf.

## Sommer

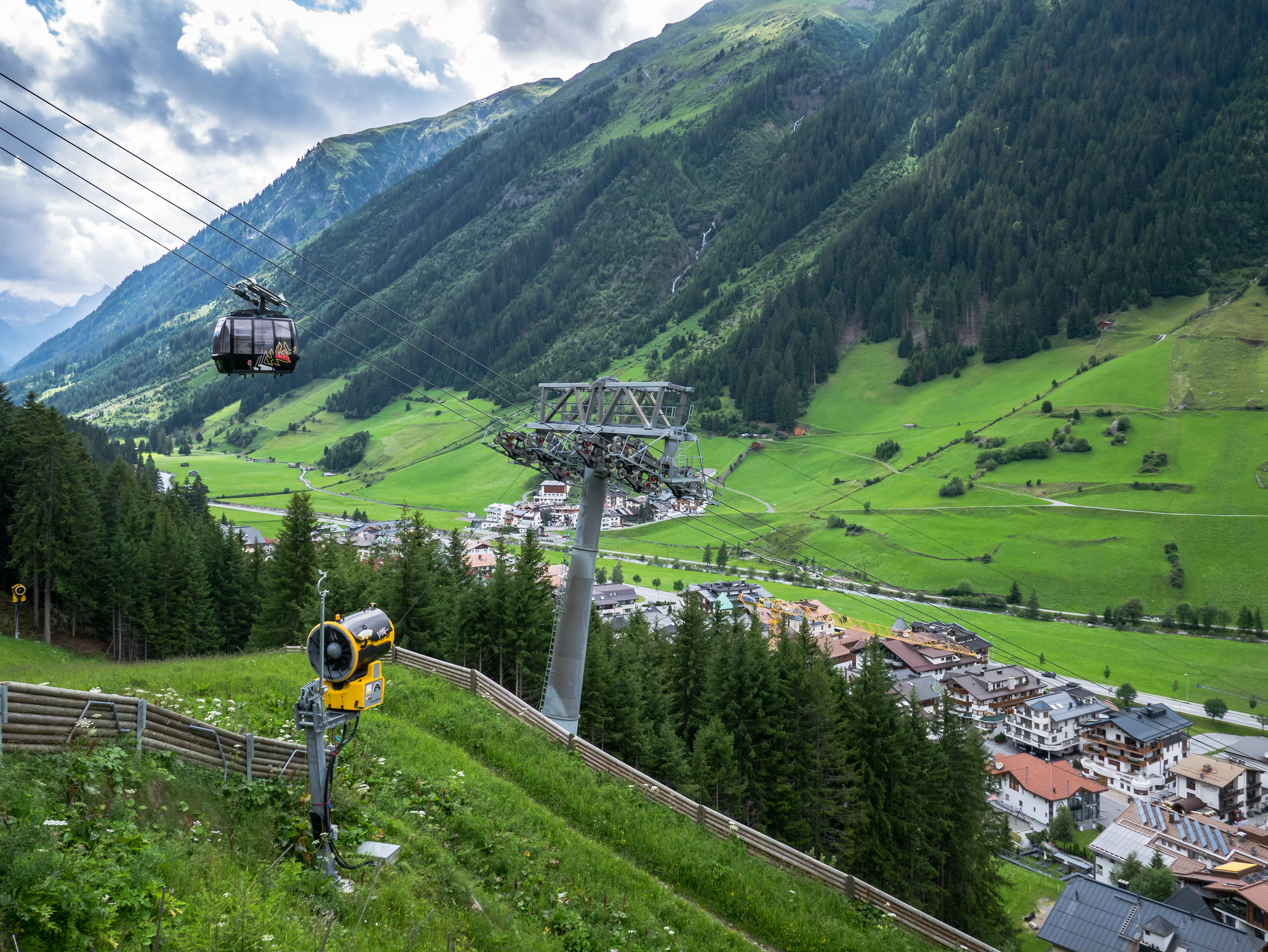
Silvrettabahn im Sommer

In den Sommermonaten ist die Region ein beliebtes Urlaubsgebiet. Jährlich im August findet der Ischgl Ironbike statt, bei dem Profi- und Amateurbiker auf Strecken mit unterschiedlichem Schwierigkeitsgrad gegeneinander antreten. Eine ähnliche Veranstaltung findet auch für Läufer statt, die dabei bis auf das 3000 m hohe Kronenjoch aufsteigen müssen. Für Wanderer stehen insgesamt fünf Bahnen zur Verfügung, drei auf der Schweizer Seite (Doppelstockbahn Samnaun, Alp Trider Sattelbahn, Flimsattelbahn), zwei auf der österreichischen (Silvrettabahn, Flimjochbahn), die bis auf das 2757 m hohe Viderjoch führen. Für Mountainbiker steht ein Tourennetz von mehr als 1200 km zur Verfügung. Damit gehört die Region zu einer der größten der Alpen. Auch Angebote wie der Ischgl Skyfly können im Sommer genutzt werden.

## Besonderes

### Längste Piste
Mit elf Kilometern Länge ist die Eleven, die von der Greitspitze über die Idalp nach Ischgl führt, die längste Piste im Skigebiet. Dabei werden 1501 Höhenmeter überwunden (2872 m − 1371 m).

### Steilste Piste
Die steilste Piste des Gebiets führt von der Greitspitze mit einem Gefälle von bis zu 70 % zur Talstation der Langen Wandbahn. Sie ist 1,8 km lang und überwindet 633 Höhenmeter. Insgesamt gibt es 45 km schwarze Abfahrten.

## Liftanlagen

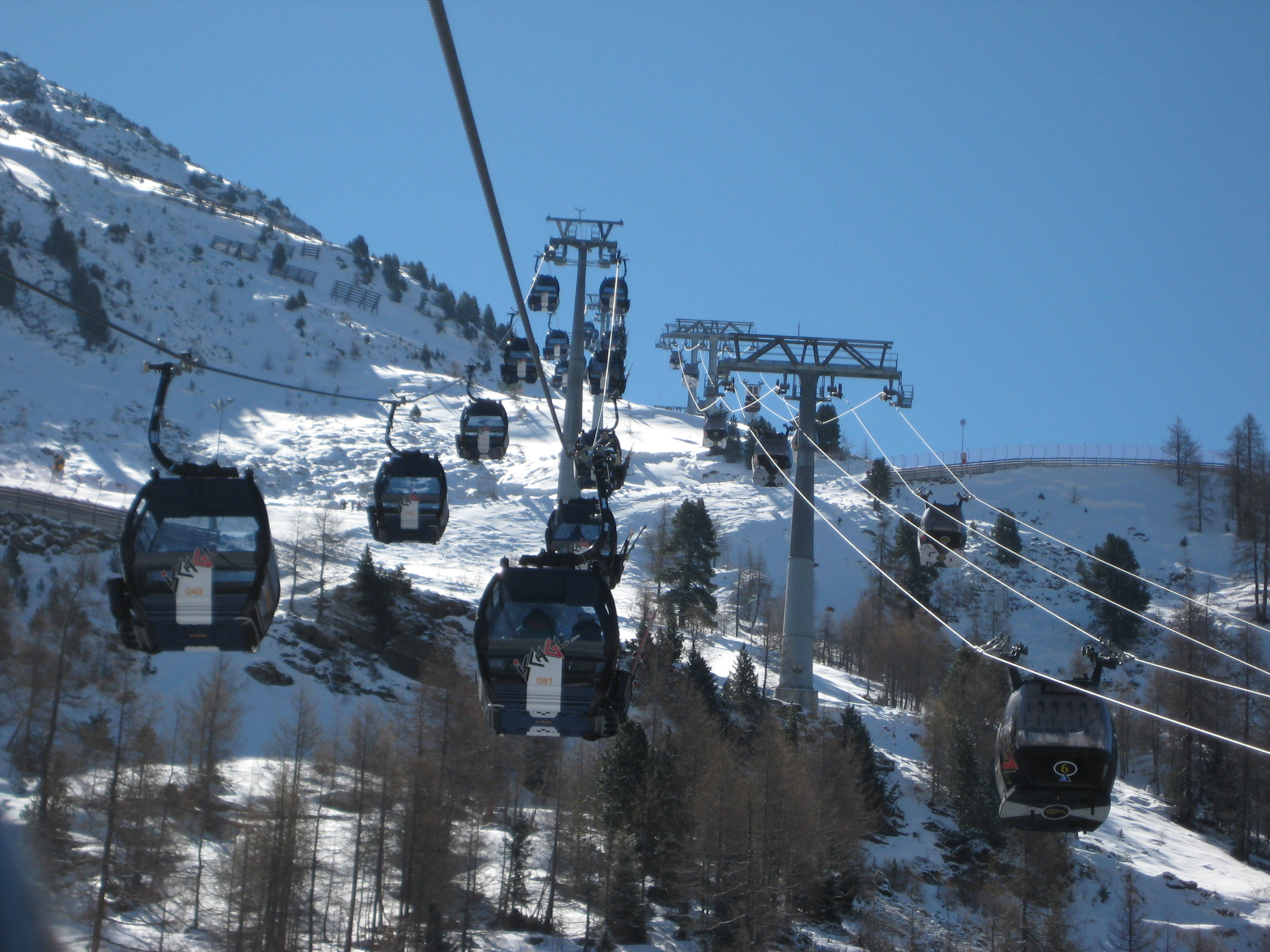
Fimbabahn und Silvrettabahn

In der Silvretta Arena existieren derzeit 45 Liftanlagen die zusammen eine Gesamtbeförderungskapazität von ca. 94.500 Personen pro Stunde haben. Die höchste Einzelbeförderungskapazität hat die 8er-Sesselbahn Höllboden mit 3.700 Personen in der Stunde vorzuweisen. Die Silvrettabahn ist die längste Bahn im Skigebiet. Sie verläuft vom Silvrettaplatz hinauf zur Idalp. Den höchsten Höhenunterschied, mit 1251 Metern, überwindet die Dreiseilumlaufbahn Pardatschgratbahn, die vom östlichen Ortskern von Ischgl aus auf den 2624 m hohen Pardatschgrat verläuft.

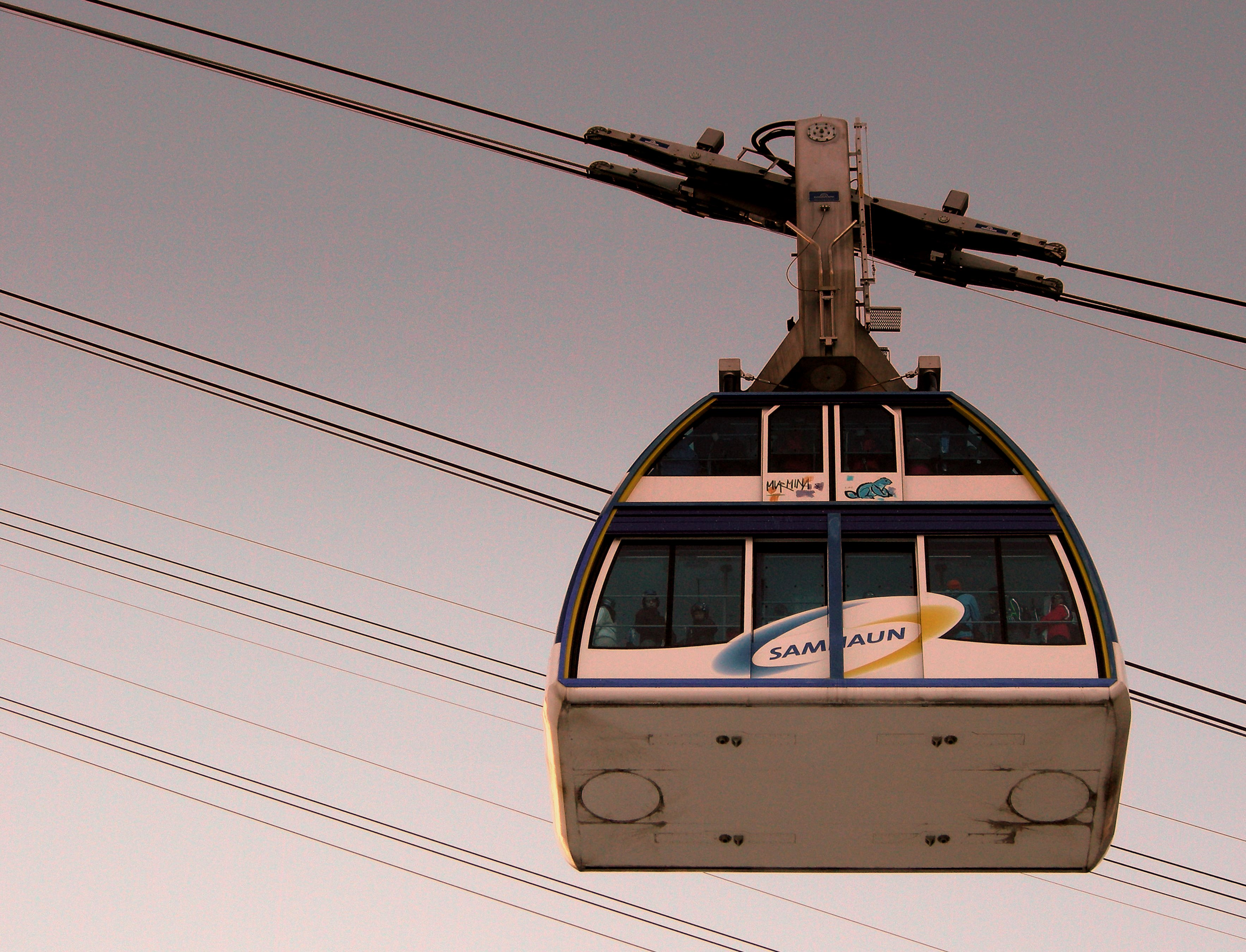
Doppelstockbahn Samnaun

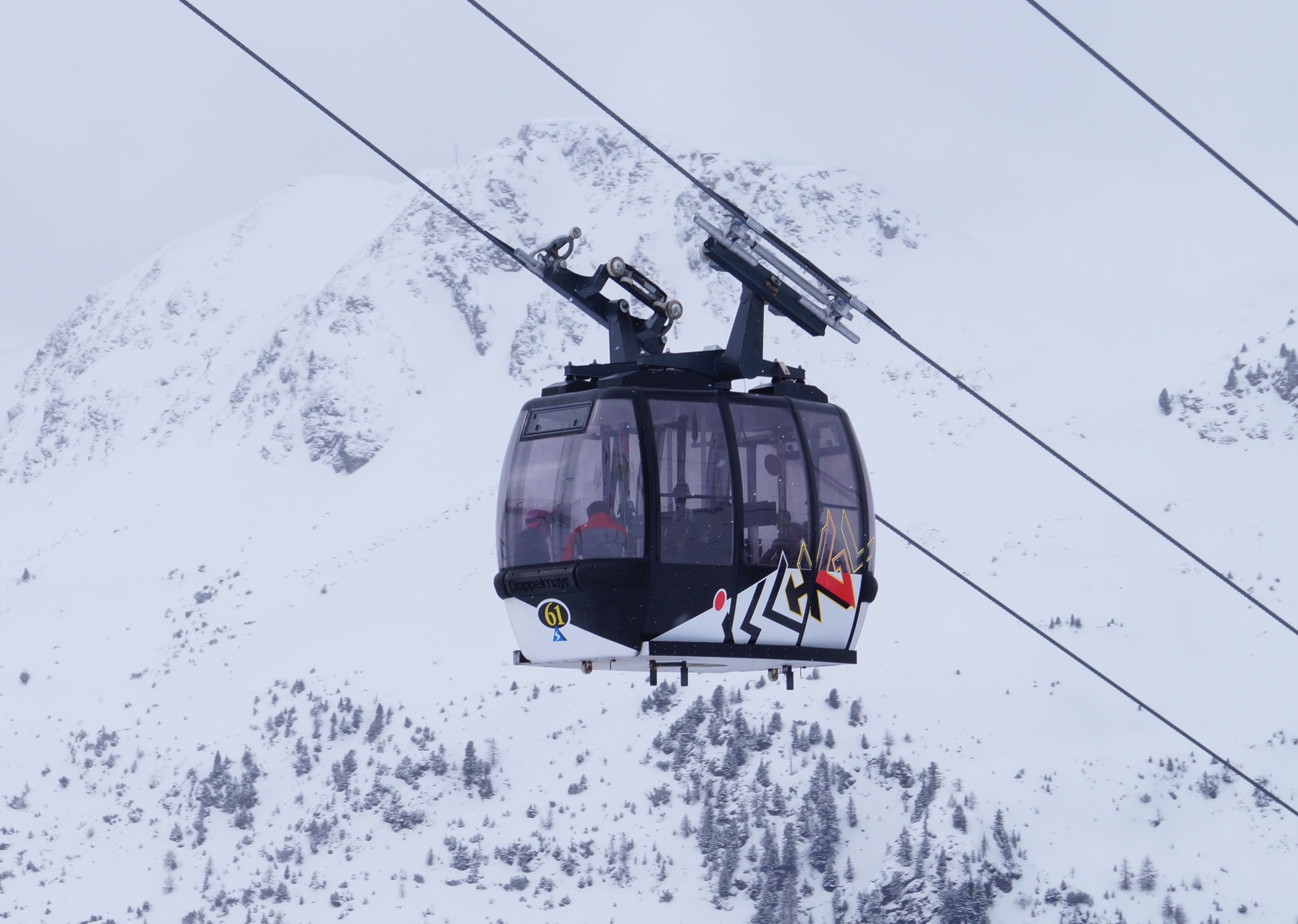
Silvrettabahn

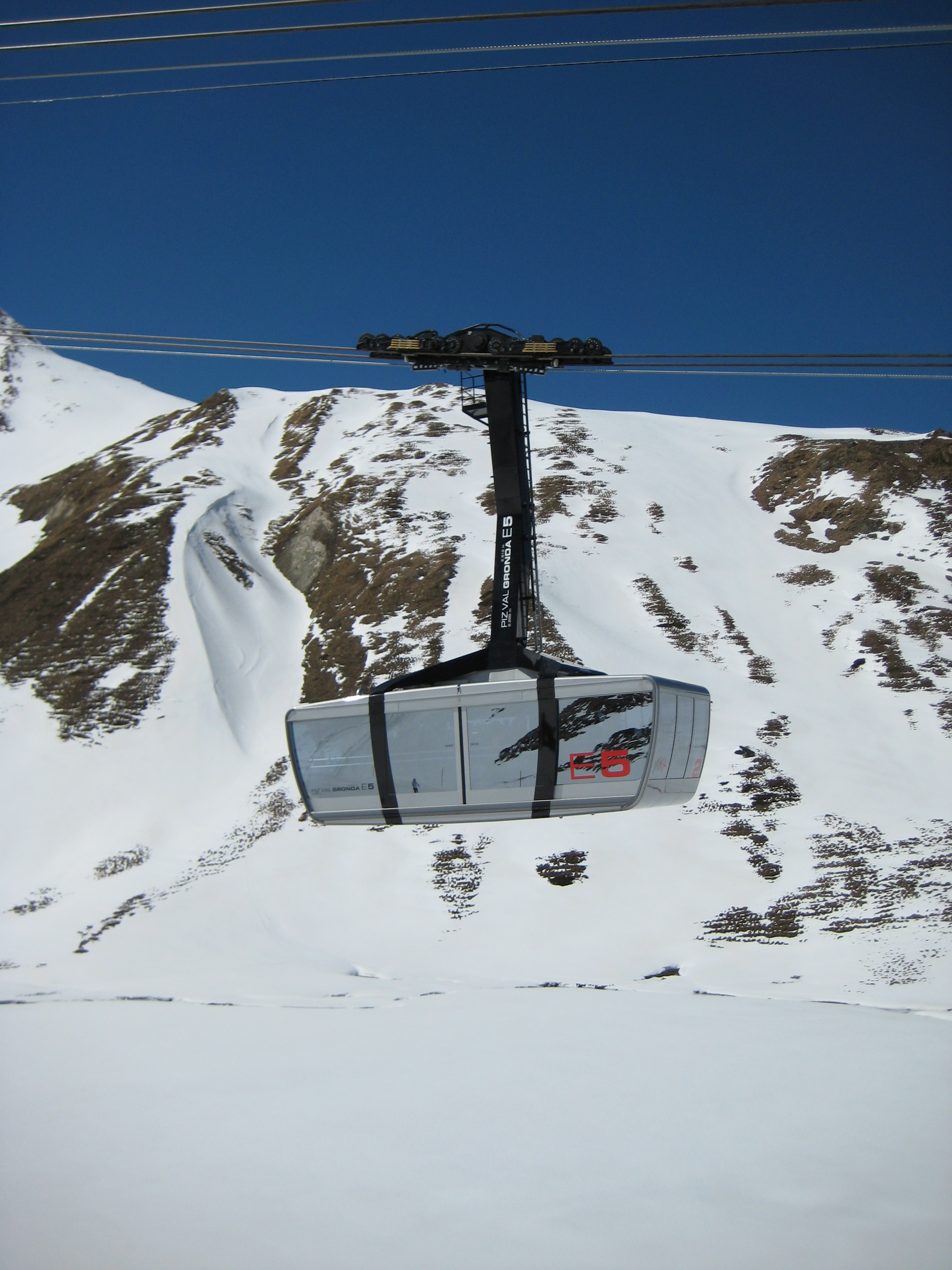
Piz-Val-Gronda-Bahn

 Die größte Kabinenkapazität hat hingegen die doppelstöckige Pendelbahn mit 180-Personen-Gondeln, von denen 110 auf der unteren und 70 auf der oberen Ebene Platz finden. Sie transportiert die Personen von Samnaun-Ravaisch auf den Alp Trider Sattel.
| Nr. |  | Name                      | Typ        | Höhen- differenz | Länge  | Geschwindigkeit | Förderleistung | Baujahr | Betrieb Winter | Betrieb Sommer |
| --- |  | ------------------------- | ---------- | ---------------- | ------ | --------------- | -------------- | ------- | -------------- | -------------- |
| A1  |  | Silvrettabahn             | 24-FUT     | 961 m            | 3938 m | 6,0 m/s         | 3440 Pers./h   | 1998    |                |                |
| A2  |  | Pardatschgratbahn         | 28-BGD     | 1251 m           | 3424 m | 7,5 m/s         | 2800 Pers./h   | 2014    |                |                |
| A3  |  | Fimbabahn                 | 8-MGD      | 950 m            | 3847 m | 5,0 m/s         | 2800 Pers./h   | 2007    |                |                |
| B1  |  | Velillbahn                | 6-CLD/B    | 281 m            | 1464 m | 5,0 m/s         | 3000 Pers./h   | 1995    |                |                |
| B2  |  | Flimjochbahn              | 8-CLD/B-H  | 454 m            | 1797 m | 5,0 m/s         | 3200 Pers./h   | 2016    |                |                |
| B3  |  | Idjochbahn                | 8-CLD/B    | 461 m            | 1797 m | 5,0 m/s         | 3000 Pers./h   | 2001    |                |                |
| B4  |  | Greitspitzlift            | 2-SL       | 121 m            | 548 m  | 2,6 m/s         | 1426 Pers./h   | 1980    |                |                |
| B5  |  | Sonnenbahn                | 6-CLD/B-SV | 128 m            | 646 m  | 5,0 m/s         | 2400 Pers./h   | 2011    |                |                |
| B6  |  | Übungslift Velill         | 1-SL       | 51 m             | 375 m  | 2,5 m/s         | 720 Pers./h    | 1995    |                |                |
| B7  |  | Übungslift Viderböden     | 1-SL       | 32 m             | 200 m  | 2,5 m/s         | 711 Pers./h    | 1996    |                |                |
| B8  |  | Gratbahn                  | 6-CLD/B    | 318 m            | 970 m  | 5,0 m/s         | 2350 Pers./h   | 2002    |                |                |
| B9  |  | Förderband Übungsareal    | Laufband   | 7 m              | 80 m   | 0,9 m/s         | 1950 Pers./h   | 2011    |                |                |
| B10 |  | Förderband Viderböden     | Laufband   | 9 m              | 80 m   | 0,9 m/s         | 1950 Pers./h   | 2011    |                |                |
| C1  |  | Höllbodenbahn             | 8-CLD/B    | 184 m            | 917 m  | 4,5 m/s         | 3700 Pers./h   | 2000    |                |                |
| C2  |  | Höllkarbahn               | 6-CLD/B    | 326 m            | 1650 m | 5,0 m/s         | 3200 Pers./h   | 1998    |                |                |
| C3  |  | Sassgalunbahn             | 6-CLF      | 141 m            | 380 m  | 1,8 m/s         | 2240 Pers./h   | 1997    |                |                |
| C4  |  | Nachtweidebahn            | 6-CLD/B    | 357 m            | 1645 m | 4,5 m/s         | 2400 Pers./h   | 2004    |                |                |
| C5  |  | Lange Wandbahn            | 6-CLD/B    | 632 m            | 1545 m | 5,0 m/s         | 2400 Pers./h   | 2010    |                |                |
| D1  |  | Palinkopfbahn             | 6-CLD/B-H  | 440 m            | 1577 m | 5,0 m/s         | 2800 Pers./h   | 2017    |                |                |
| D2  |  | Zeblasbahn                | 6-CLD/B    | 375 m            | 1481 m | 5,0 m/s         | 2400 Pers./h   | 2000    |                |                |
| E1  |  | Paznauner Thayabahn       | 6-CLD/B    | 299 m            | 1256 m | 5,0 m/s         | 2400 Pers./h   | 2003    |                |                |
| E2  |  | Höllspitzbahn             | 4-CLD/B    | 645 m            | 1792 m | 5,0 m/s         | 2400 Pers./h   | 1994    |                |                |
| E3  |  | Bodenalpbahn              | 4-CLF      | 316 m            | 726 m  | 2,4 m/s         | 1615 Pers./h   | 2000    |                |                |
| E4  |  | Gampenbahn                | 6-CLD/B-H  | 924 m            | 2416 m | 5,5 m/s         | 2800 Pers./h   | 2018    |                |                |
| E5  |  | Piz-Val-Gronda-Bahn       | 150-ATW    | 517 m            | 2452 m | 7,0 m/s         | 1300 Pers./h   | 2013    |                |                |
| F1  |  | Velilleckbahn             | 6-CLD/B-H  | 572 m            | 1948 m | 6,0 m/s         | 2400 Pers./h   | 2019    |                |                |
| F2  |  | Pardoramabahn             | 4-MGD      | 735 m            | 1600 m | 5,0 m/s         | 1750 Pers./h   | 1990    |                |                |
| G1  |  | Übungslift Mathon         | 1-SL       | 95 m             | 449 m  | 2,5 m/s         | 1195 Pers./h   | 2009    |                |                |
| G2  |  | Schwarzwasserlift         | 1-SL       | −10 m            | 681 m  | 2,5 m/s         | 723 Pers./h    | 1999    |                |                |
| L1  |  | Doppelstöckige Pendelbahn | 180-ATW    | 722 m            | 2269 m | 10,0 m/s        | 1620 Pers./h   | 1995    |                |                |
| L2  |  | Luftseilbahn              | 80-ATW     | 720 m            | 2297 m | 10,0 m/s        | 800 Pers./h    | 1978    |                |                |
| M1  |  | Grivaleabahn              | 4-CLD      | 343 m            | 1532 m | 4,8 m/s         | 2600 Pers./h   | 1996    |                |                |
| M2  |  | Mullerbahn                | 6-CLD/B    | 203 m            | 792 m  | 5,0 m/s         | 3000 Pers./h   | 2010    |                |                |
| N1  |  | Flimsattelbahn            | 4-CLD/B    | 489 m            | 2695 m | 5,0 m/s         | 2400 Pers./h   | 1994    |                |                |
| N2  |  | Visnitzbahn               | 8-CLD/B-H  | 372 m            | 1208 m | 5,0 m/s         | 3500 Pers./h   | 2018–19 |                |                |
| N3  |  | Milolilift                | 1-SL       | 25 m             | 282 m  | 2,5 m/s         | 792 Pers./h    | 1985    |                |                |
| N4  |  | Viderjochbahn I           | 6-CLD/B    | 343 m            | 1549 m | 5,0 m/s         | 2800 Pers./h   | 2003    |                |                |
| N5  |  | Alp Trider Ecklift        | 2-SL       | 133 m            | 580 m  | 2,5 m/s         | 1000 Pers./h   | 1991    |                |                |
| N6  |  | Alp Trider Sattelbahn     | 6-CLD/B    | 229 m            | 1024 m | 5,0 m/s         | 2800 Pers./h   | 2000    |                |                |
| O1  |  | Greitspitzbahn            | 6-CLD/B    | 414 m            | 1407 m | 5,0 m/s         | 2800 Pers./h   | 1998    |                |                |
| O2  |  | Blais Grondalift          | 2-SL       | 142 m            | 775 m  | 3,1 m/s         | 1000 Pers./h   | 1980    |                |                |
| O4  |  | Viderjochbahn II          | 6-CLD/B    | 294 m            | 1299 m | 5,0 m/s         | 3000 Pers./h   | 2004    |                |                |
| P1  |  | Musellalift               | 1-SL       | 80 m             | 400 m  | 2,5 m/s         | 851 Pers./h    | 1984    |                |                |
| P2  |  | Förderband Musella I      | Laufband   | 13 m             | 57 m   | 0,6 m/s         | 950 Pers./h    | 2012    |                |                |
| P3  |  | Förderband Musella II     | Laufband   | 7 m              | 39 m   | 0,7 m/s         | 950 Pers./h    | 2012    |                |                |

## Bilder

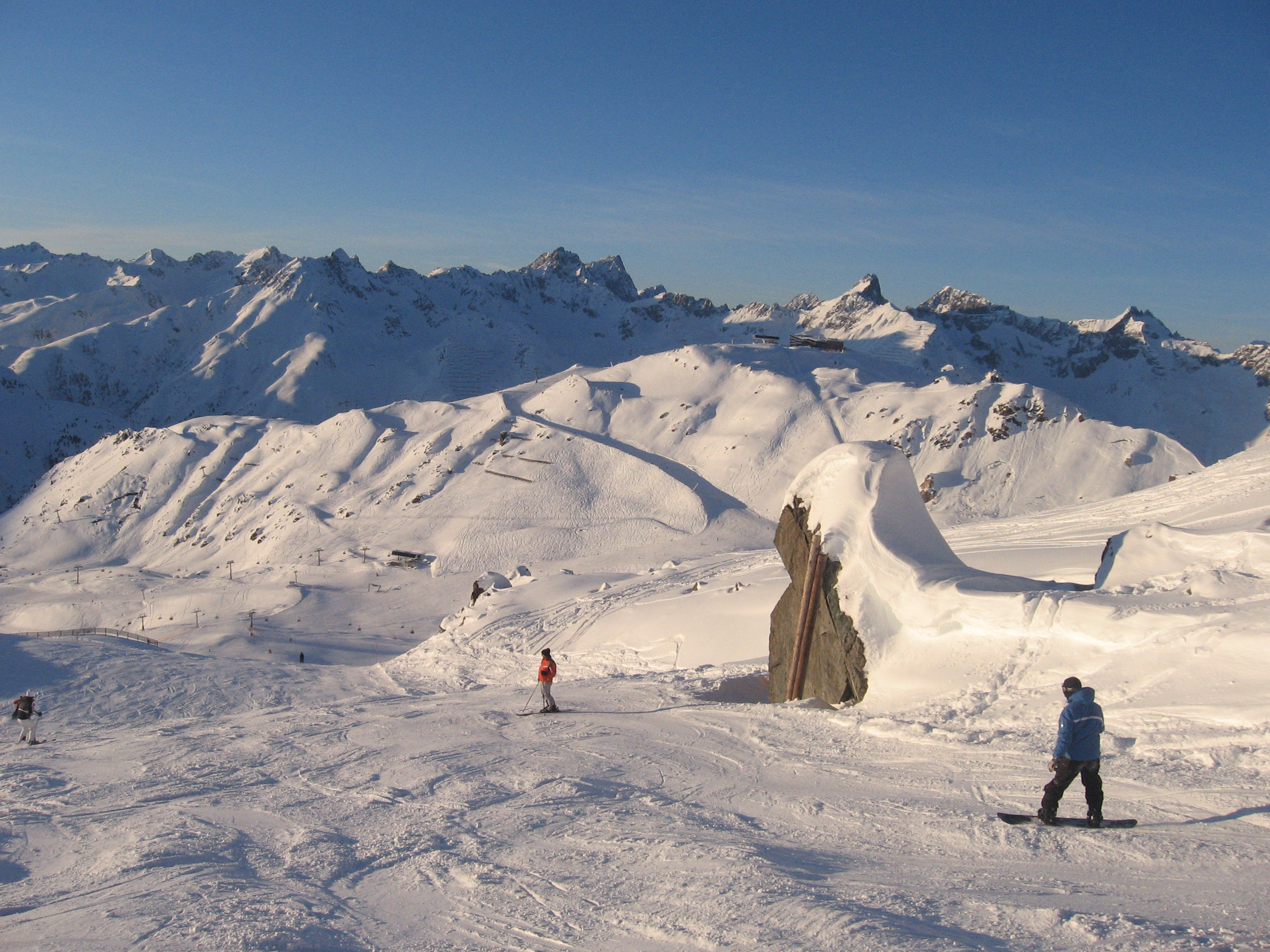
Piste Richtung Ischgl
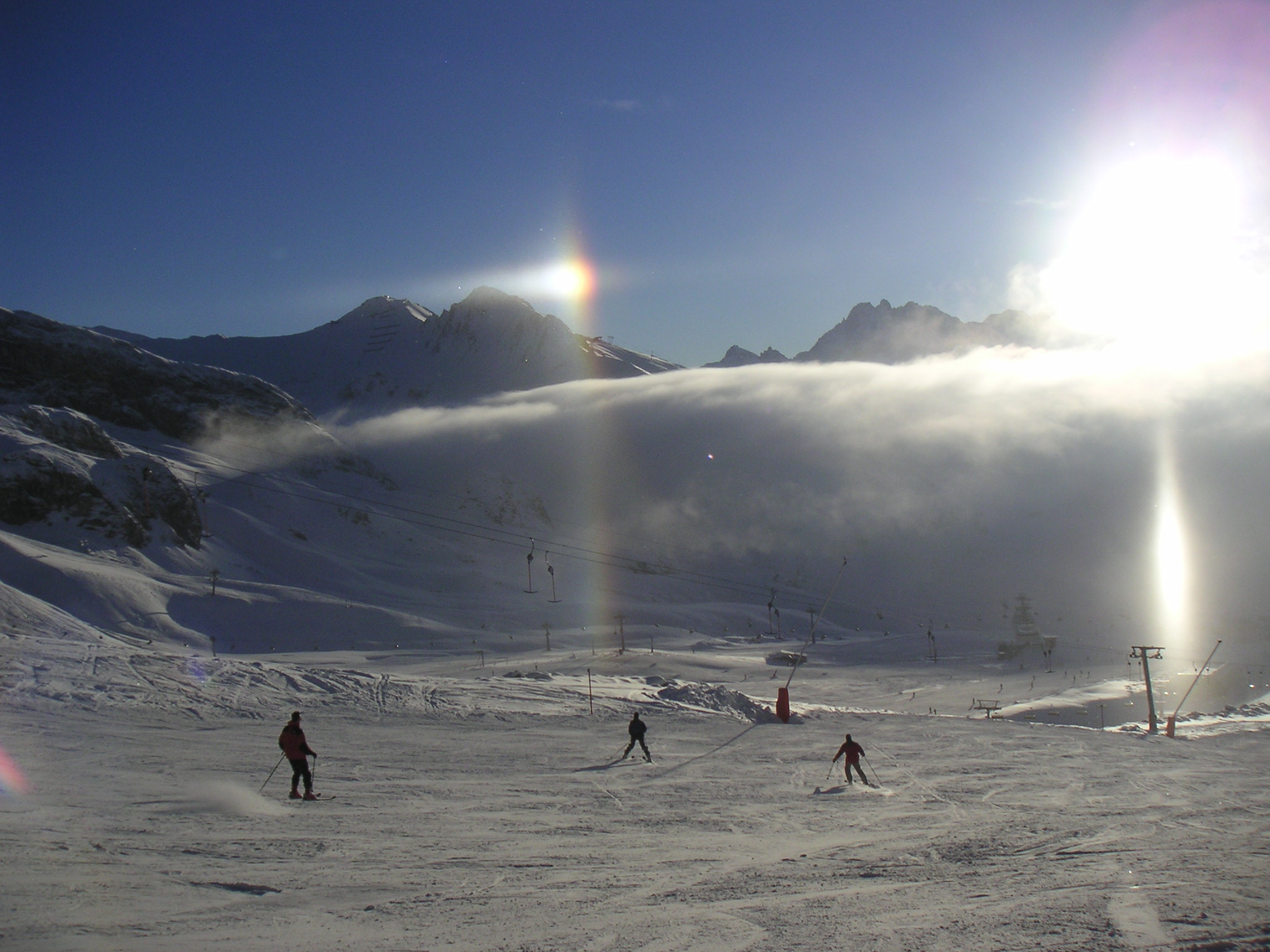
Piste mit Schlepplift